# Kreis Pinneberg

Pinneberg er en tysk kreis i delstaten Slesvig-Holsten. Den holstenske kreds ligger vest for storbyen Hamburg ved Elben.

## Byer, amter og kommuner
Kreisen havde 314391  indbyggere pr.  2018-12-31

| Amtsfrie byer | Amtsfrie byer                                                                                            | Amtsfrie byer |
| --- | --- | --- |
| - 1. Barmstedt, Stadt (10368) - 2. Bönningstedt (4493) - 3. Elmshorn, Stadt (49883) - 4. Halstenbek (17749) - 5. Hasloh (3715) | - 6. Helgoland (1265) - 7. Pinneberg, Stadt (43280) - 8. Quickborn, Stadt (21296) - 9. Rellingen (14341) | - 10. Schenefeld, Stadt (19271) - 11. Tornesch, Stadt (13779) - 12. Uetersen, Stadt (18496) - 13. Wedel, Stadt (33547) |

Amter med tilhørende kommuner/byer (* = forvaltningsby)
| - 1. Amt Elmshorn-Land (13022) [Amtssæde: Elmshorn] 1. Klein Nordende (3323) 2. Klein Offenseth-Sparrieshoop (3065) 3. Kölln-Reisiek (3316) 4. Raa-Besenbek (552) 5. Seester (1024) 6. Seestermühe (883) 7. Seeth-Ekholt (859) - 2. Amt Hörnerkirchen (3970) [Amtssæde: Barmstedt] 1. Bokel (590) 2. Brande-Hörnerkirchen (1636) 3. Osterhorn (418) 4. Westerhorn (1326) | - 3. Amt Geest und Marsch Südholstein (Ugyldig Metadata-Nøgle 010565642) [Amtssæde: Moorrege] 1. Appen (4831) 2. Groß Nordende (798) 3. Haselau (1063) 4. Haseldorf (1785) 5. Heidgraben (2724) 6. Heist (2807) 7. Hetlingen (1364) 8. Holm (3268) 9. Moorrege (4394) 10. Neuendeich (535) - 4. Amt Pinnau (13562) [Amtssæde: Rellingen] 1. Borstel-Hohenraden (2506) 2. Ellerbek (4230) 3. Kummerfeld (2366) 4. Prisdorf (2244) 5. Tangstedt (2216) | - 5. Amt Rantzau (8785) [Amtssæde: Barmstedt] 1. Bevern (572) 2. Bilsen (834) 3. Bokholt-Hanredder (1237) 4. Bullenkuhlen (386) 5. Ellerhoop (1526) 6. Groß Offenseth-Aspern (422) 7. Heede (735) 8. Hemdingen (1680) 9. Langeln (592) 10. Lutzhorn (801) |